# Germering
Germering (pronunciación en alemán: /ˈɡɛʁməʁɪŋ/ⓘ) es una ciudad con 39 000 habitantes (2007) y 2159 ha. en el distrito de Fürstenfeldbruck, en Baviera, Alemania. Está situada aproximadamente a 15 km al oeste de Múnich. La popular banda de rock Sportfreunde Stiller es de esta ciudad.

## Historia
Durante la Segunda Guerra Mundial, un subcampamento de los campos de concentración Dachau estuvieron localizados en el pueblo.

### Sportfreunde Stiller
Sportfreunde Stiller es una banda alemana de música rock originaria de Germering, cerca de Múnich, en Baviera.

## Ciudades hermanadas
- Domont  Francia
- Baltonfüred - Ungarn